# Els Negrets de l'Alcúdia

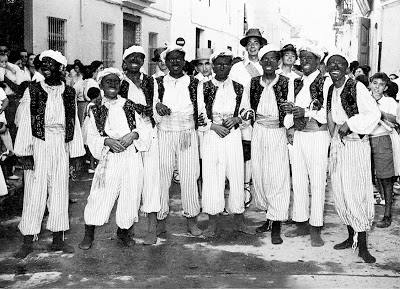
Els Negrets de l´Alcúdia. Any 1954

Els Negrets es una actividad muixaranguera que realiza bailes y torres humanas en el municipio valenciano de la Alcudia (Ribera Alta).

## Historia
La danza o baile de Els Negrets de l'Alcúdia quizá se presenta aún hoy como una de las más arcaicas conservadas en la Ribera del Júcar en la modalidad de danza acrobática o de construcción de torres humanas, precedida por un baile pantomímico y burlesco, tal como en origen, parece que era corriente en las comparsas locales llamadas "mojigangas", encargadas de dar ambiente festivo en las grandes celebraciones.
Els Negrtes, junto con los bailes de "Los Cabezudos", "La Alcachofa", "Els Arquets", "Els Pastorets", "Els Tornejants" o "Los danzantes" bailan cada 7 de septiembre en la Entrada de la Virgen Dios del Oreto desde el Hort de Manus, que es el lugar donde la tradición ubica la casa de Montagut. Los Montagut, señores de la villa, llevarían desde Roma la imagen para donación del papa Inocencio V en los años inmediatos a la conquista cristiana y el otorgarían al pueblo de Alcudia en septiembre de 1276. Pero hasta mediados del siglo XX el repertorio de danzas rituales que conforman la Entrada de la Virgen en el día de la víspera, participaba exclusivamente en el cortejo procesional del día 8 de septiembre, siendo la Entrada sólo la representación dramatizada del acto de donación de la imagen mariana en el pueblo, que normalmente se llevaba a cabo el día de la Virgen de la mañana.
Según datos recogidos por el diácono Alcúdia José Chover y Madramany, en 1923, aunque partiendo de la documentación que aún se conservaba en el archivo parroquial antes de su total destrucción durante la guerra civil, en 1767, durante las fiestas, y en concreto, el día 7 de septiembre, festividad de la Divina Aurora, se montaba en la plaza Mayor un entablado donde tendrían lugar una serie de espectáculos de entretenimiento, y donde por primera vez se habla de "mogigange, compuesta de 16 mozos, y las ocho niñas peregrinas ... "(que vendrían a ser el baile de la alcachofa, o baile de cintitas).
Tal y como se desprende de esta noticia, las mojigangas, vendrían a ser comparsas encargadas de dar ambiente a las fiestas, independientemente del hecho de montar o no montar torres, una especie de juego carnavalesco que incluiría diversidad de números, y entre ellos, seguramente la pantomima de disfraces, máscaras y acrobacias que aún hoy mantiene esta danza.
Hasta los años 70 ataviados con la indumentaria alquilada que para "negrets" proveía la Casa Insa, de Valencia, los bailadores visten una "Brussa" ancha y unos pantalones largos con rayas verdes y blancas transversales, una faja blanca, calcetines y zapatillas negras. La cara pintada de negro y en la coronilla una diadema de tubo forrado de tela blanca. Indumentaria sacada a la luz por el propio Ayuntamiento de Alcudia a principios de los años 80, cuando, con los nuevos vientos democráticos, ésta y el resto de danzas de la Entrada y la Procesión de la Virgen, se intentaron recuperar como seña de identidad del pueblo.
El número de bailadores varía, entre los 8 necesarios para la danza y el montaje de la torre, hasta los 16 o más, sin un número fijo, que sustituyendo en la parte final del baile, la torre, que, por no contar con una piña que funcione como base, se hace pesada y compleja para los cuatro danzadores que, sobre sus hombros, soportan todo su peso.
La danza que abre el número, se ejecuta al son del tabal y la dulzaina, que, con una melodía derivada de un antiguo "“Dies irae, dies illa”" que se cantaba a Alcudia hasta las primeras décadas del siglo XX a las misas y aniversarios de difuntos, se acompaña con la siguiente letra:
“Pobret negret, pobret negret,                   
que menges figues en Massalet.
Pobret negret, pobret negret,
Que menges figues en Massalet.
Xivirivi corona, xivirivi capell,
Xivirivi com balla, el teniente coronel.
Animalot, animalot,
Ara que venen les figues,
Ara t’has mort,
Ja t’han fotut, ja t’han fotut,
Que t’han ficat dins l’ataüt,
Doneu-li terra, doneu-li terra,
I colgueu-lo prompte,
I digueu-li a l’amo
Que traga el compte.
Qui paga açò?
El qui plora”.
El baile consiste en una coreografía simple basada en el cruce en ambos sentidos de los danzantes, unos frente a los otros, en dos filas, con las manos en la espalda, al ritmo de la música.
Y terminada la danza, se construye la torre, de tres pisos, en el sonido de la melodía conocida como "Muixeranga". Cuatro bailarines forman la base abrazándose por los hombros. Y tres levantadores forman el segundo piso, arriba de ellos. Finalmente corona la torre un octavo danzadores, normalmente un niño, que se quita la diadema de la cabeza en forma de saludo poniendo los brazos en cruz. El número conocido como la "Campana" tiene lugar al desmontar la torre, cuando se descuelga el danzador que la coronaba por la parte interior de la formación, aunque agarrándose por los brazos a los hombros de los levantadores, dejando bambolear su cuerpo, simbolizando su badajo.
Con todo, la danza de els negrets de Alcudia, a pesar de estar lejos de la espectacularidad que caracteriza las torres altas de los castellers o "ball de Valencians", resulta significativa por la peculiaridad de mantener todavía el disparo burlesco de las antiguas mojigangas, mediante una especie de parodia de los entierros, con alusiones a las autoridades real, eclesiástica y civil. Una comparsa emparentada con lo que se conoce como "ball de locos", la única que cuenta con ciertas licencias a la procesión para alterar la seriedad propia del acto, aunque pudiendo  asustar a los niños con sus rostros ennegrecidos.
El modo aún primitivo de levantar la torre final, de sólo tres pisos, y sin piña en la base, formando una campana, parece apuntar a las referencias de más antigüedad conservadas sobre esta danza ya al siglo XVII, con motivo de la visita en Tarragona de Felipe IV y María Isabel de Borbón en 1633.
El Ball dels Negrets ha sufrido varias desapariciones, pero la memoria transmitida de los danzantes antiguos a los nuevos, ha permitido recuperar el baile, la música y la figura humana de la campana, la figura más antigua fechada. Hay memoria de que "els negrets" actuaron 1954 tanto en la Entrada como la procesión general, ambos actos de las fiestas patronales. En ese año el maestro se llamaba tío Rata y era vecino del Raval.
En 1979 se hizo un recuperar "els negrets". La Muixeranga de Algemesí actuó en la procesión de la Entrada. En 1984, un nuevo intento, iniciado por la concejalía de Cultura, se hizo, solicitando a Pepe Ros, quien había bailado treinta años antes, que recuperara el "ball dels Negrets" y las actividades que lo acompañaban. Ros, ayudado por otros antiguos danzantes, consiguió recordar la música, la figura y el baile. Pero los negó la participación en la procesión general y desde entonces sólo lo hacen en la Entrada.
Tras la crisis de 2003, cuando el danzantes no quisieron actuar, 2004 comenzó un movimiento de reforzamiento y expansión de la actividad de "Els Negrets". Incorporaron danzabtes adultos y mujeres, y se amplió el repertorio.

## Actividad
Els Negrets de l'Alcúdia sólo hacían un baile y una construcción humana, es decir una figura muixeranguera.

### El baile
El baile comienza con dos hileras que se cruzan en ambos sentidos de sus danzantes, unos frente a los otros, con las manos en la espalda, y cogidos de las manos haciendo un corro al ritmo de la música.
La música que acompaña se toca con dulzaina y tamboril. La canción tiene una letra, que no se utiliza en la representación pública. Es una letra burlesca tradicional, que hace burla de la autoridad -religiosa, real y militar- y de la muerte. Una variante de esta canción se cantaba en los cumpleaños y oficios de difuntos en la Alcudia, acompañando al "ball de bastonets" de Algemesí, en Carcagente con la comparsa de "pals i planxes", y también -desligada de cualquier danza- en Játiva.

### La campana
Después de hacer el baile, els negrets levantan la campana. La campana es una construcción humana de estructura de 4-3-1. Los cuatro bailarines que forman la base forman un círculo cogidos por la espalda. Encima en suben tres, cogidos de la misma forma. Un niño se sube sobre estos últimos, llevando una diadema, lo lanza. El niño baja por dentro de la campana, imitando el badajo.
Otra figura que hacen els negrets, la campana abierta, es una derivación de la campana original, con la misma estructura donde en un primer momento, los del segundo piso subían un segundo niño, normalmente del público, con el paso de los tiempos, se ha consolidado esta figura, con la misma estructura que la típica figura, pero abriéndose completamente.
El acompañamiento musical de la campana era tradicionalmente con dulzaina. La falta de dulzaineros hizo los que había tocaron músicas diversas para varios bailes, todas seguidas. Entonces, se adaptó la música para clarinete, y durante unos años els negrets bailaron al sonido de este instrumento. Más tarde empezaron a salir más dulzaineros, pero no tocaban la música de la campana (llamada "El negret"), sino la muixeranga d'Algemesí.

### Figuras incorporadas desde 2003
En 2004, els Negrets hicieron el baile y la campana, y después el "pinet" de tres alturas. En 2005 hicieron la "roscana", su primera figura de cuatro alturas (4-3-1-1). Posteriormente harían otros muixerangas de cuatro alturas, como la desplegada, el castillo, la torre, el "pinet" doble o el levantado. También hicieron figuras de cinco alturas, con el alta, el encuentro o la florentina (6-4-2-1-1).

## Participación
Como la mayoría de grupos Muixeranguers, tienen la figura del maestro como persona responsable. También se encargaba del reclutamiento de los danzantes, que originalmente eran niños bastante jóvenes, ya que cuando hacían quince o dieciséis años se lo dejaban porque consideraban que lo de bailar no era actividad de hombres. Además faltaba disciplina en el grupo, por lo que a menudo había que ir a buscar a los chicos a sus casas. Incluso en 2003 se negaron a participar.
Debido a este evento, en 2004 la actividad de Els Negrets se modificó. Volvieron antiguos danzantes y por primera vez se añadieron adultos y mujeres, por lo que el grupo incluyó familias enteras, reforzando la vida social del grupo.
Se considera que els Negrets tienen poca organización como asociación y para los ensayos, en comparación con otros grupos. De todos modos, han incorporado elementos de otros grupos. También adoptan medidas de seguridad de la misma manera, como el uso del casco para los niños en figuras de cuatro o más alturas.

## Vestido
Los danzantes visten una blusa ancha y unos pantalones largos con rayas verdes y blancas transversales, una faja blanca, calcetines y zapatillas negras, con la cara pintada de negro y en la coronilla una diadema de tubo forrado de tela blanca, indumentaria sacada a la luz por el propio Ayuntamiento de Alcudia a principios de los años 80.
Antes se vestían con ropa alquila en Valencia, a la empresa Casa Insa, relación que consta documentalmente desde el siglo XIX.

## Aspecto burlesco
Els Negrets de l'Alcúdia es una danza que resulta significativa por la peculiaridad de mantener el aspecto burlesco de las antiguas mojigangas. La burla es una componente tradicional en els Negrets de Alcudia. Su música tradicional de ensayo -que no pueden cantar en las actuaciones públicas- es una burla de diferentes autoridades y de la muerte. Els Negrets actúan con la cara pintada de negro -obviamente- y tienen un comportamiento irreverente. Una broma tradicional era acercarse a los conocidos y darles un beso, manchándolos. Este espíritu irreverente ha hecho que no se les dejara participar en la procesión general.